# 新加坡性交易產業
在新加坡，卖淫本身并不犯法，但好多相关的賣淫活动都已经被刑事化，例如公开招客，开妓院或者依赖其他人卖淫來赚取收入。而实际执法上，新加坡警察对一小部份的妓院亦同時采取容忍與監管的做法。另外，性工作者亦需要定时进行身体检查，同時還要有健康证明 。